# HD 224750
HD 224750，又名CD-4415420，SAO 231888、HR 9077，是一颗恒星，视星等为6.29，位于銀經330.51，銀緯-70，其B1900.0坐标为赤經23h 55m 9.8s，赤緯-44° -70′ 40″。